# Arthur Mettinger
Arthur Mettinger (* 27. September 1956 in Wien) ist ein österreichischer Sprachwissenschaftler.

## Leben
Arthur Mettinger studierte von 1975 bis 1982 Anglistik, Slawistik, Sinologie an der Universität Wien. 1978/1979 studierte er als Jahresstipendiat des BMWF chinesische Sprache am Pekinger Spracheninstitut. 1982 graduierte er in Wien zum Mag. phil. für das Lehramt für höhere Schulen.
Mettinger war von 1977 bis 1987 Mitgestalter und Sprecher der TV-Sprachkurse Russisch für Anfänger und Russisch für alle des ORF. 1979/1980 arbeitete er im Conference Service der Internationalen Atomenergiekommission (IAEO). Von 1981 bis 1993 war er Assistent am Institut für Anglistik und Amerikanistik der Universität Wien und arbeitete von 1981 bis 1997 als Lehrbeauftragter für Englisch und Russisch an der Diplomatischen Akademie des Bundesministerium für auswärtige Angelegenheiten. 1989 wurde er zum Dr. phil. sub auspiciis Praesidentis rei publicae an der Universität Wien promoviert. 1992/1993 war er Erwin Schrödinger-Forschungsstipendiat am Linguistischen Institut der Katholischen Universität Löwen, Belgien. Von 1993 bis 1999 war Mettinger Assistenzprofessor am Institut für Anglistik und Amerikanistik, Universität Wien. 1999 habilitierte er sich in Anglistik/Sprachwissenschaft an der Geisteswissenschaftlichen Fakultät, Universität Wien.
Mettinger wurde 1999 außerordentlicher Universitätsprofessor und war von 1999 bis 2011 Vizerektor für Lehre und Internationales an der Universität Wien. Zudem war er von 2004 bis 2007 Präsident des Netzwerks europäischer Hauptstadt-Universitäten (UNICA). Während seiner Tätigkeit als Vizerektor der Universität Wien engagierte er sich insbesondere für das E-Learning, die Lehrentwicklung und die Internationalisierungsstrategie der Universität Wien. Seit 2004 war er Initiator des Strategieprojekts Neue Medien in der Lehre an der Universität Wien. Auf ihn geht die Gründung von "Student Point", des "Sprachenzentrums der Universität Wien", und des "Center for Teaching and Learning" zurück. Im Rahmen der Österreichischen Rektorenkonferenz (Universitätenkonferenz) leitete er von 2001 bis 2011 das Forum Lehre. 2011/12 war er einer der nationalen österreichischen Bologna-Experten.
Seit 1. März 2012 war Arthur Mettinger Rektor der FH Campus Wien. Im November 2014 wurde er in dieser Funktion wiedergewählt. Seit 1. August 2017 ist er gewählter Vizerektor für Lehre und stellvertretender Kollegiumsvorsitzender der FH Campus Wien.
Arthur Mettinger ist Mitglied der katholischen Studentenverbindung K.Ö.St.V. Rudolfina Wien im ÖCV (seit 1980) sowie der K.Ö.St.V. Comagena Tulln im MKV (seit 1972).

## Auszeichnungen (Auszug)
- 2012 erhielt er das Große Ehrenzeichen für Verdienste um die Republik Österreich.[2]

## Schriften
- The History of English in a Social Context: A Contribution to Historical Sociolinguistics, Gruyter 2001, ISBN 3-11-016707-7, zusammen mit Dieter Kastovsky
- Language Contact in the History of English, Lang Frankfurt am Main 2003 (2. Auflage), ISBN 3-631-50448-9, zusammen mit Dieter Kastovsky
- eLearning an der Universität Wien. Forschung – Entwicklung – Einführung, Waxmann Münster 2006, ISBN 3-8309-1721-X, zusammen mit Charlotte Zwiauer, Petra Oberhuemer